# Кокшага (Кикнурское городское поселение)
Кокшага (сев.-зап. мар. Кӓкшӓндӫр) — деревня в Кикнурском районе Кировской области.

## География
Находится к северу от границы райцентра поселка  Кикнур.

## История
Известна с 1891 года как деревня Кокшага или Кокшандыр, в 1905 здесь отмечено дворов 30 и жителей 243, в 1926 51 и 232 (220 мари), в 1950 56 и 183. До января 2020 года входила в Кикнурское городское поселение до его упразднения.

## Население
Постоянное население  составляло 150 человек (русские 41%, мари 57%) в 2002 году, 121 в 2010.